# Pokrzywno (Gruta)
Pokrzywno (deutsch Engelsburg) ist ein Dorf in der Landgemeinde Gruta im Powiat Grudziądzki der polnischen Woiwodschaft Kujawien-Pommern.

## Geographische Lage
Das Dorf liegt im ehemaligen Westpreußen, südlich der Danziger Bucht, etwa sieben Kilometer südöstlich von Grudziądz (Graudenz), auf halbem Wege zwischen Grudziądz und Radzyń Chełmiński (Rehden).

## Geschichte

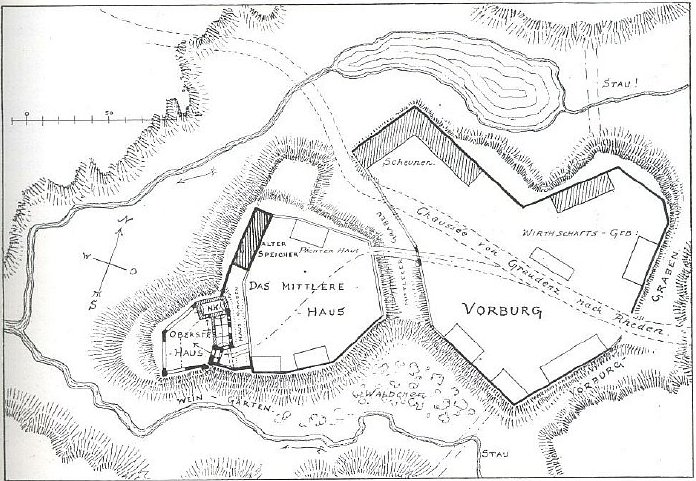
Grundriss der Ordensburg Engelsburg

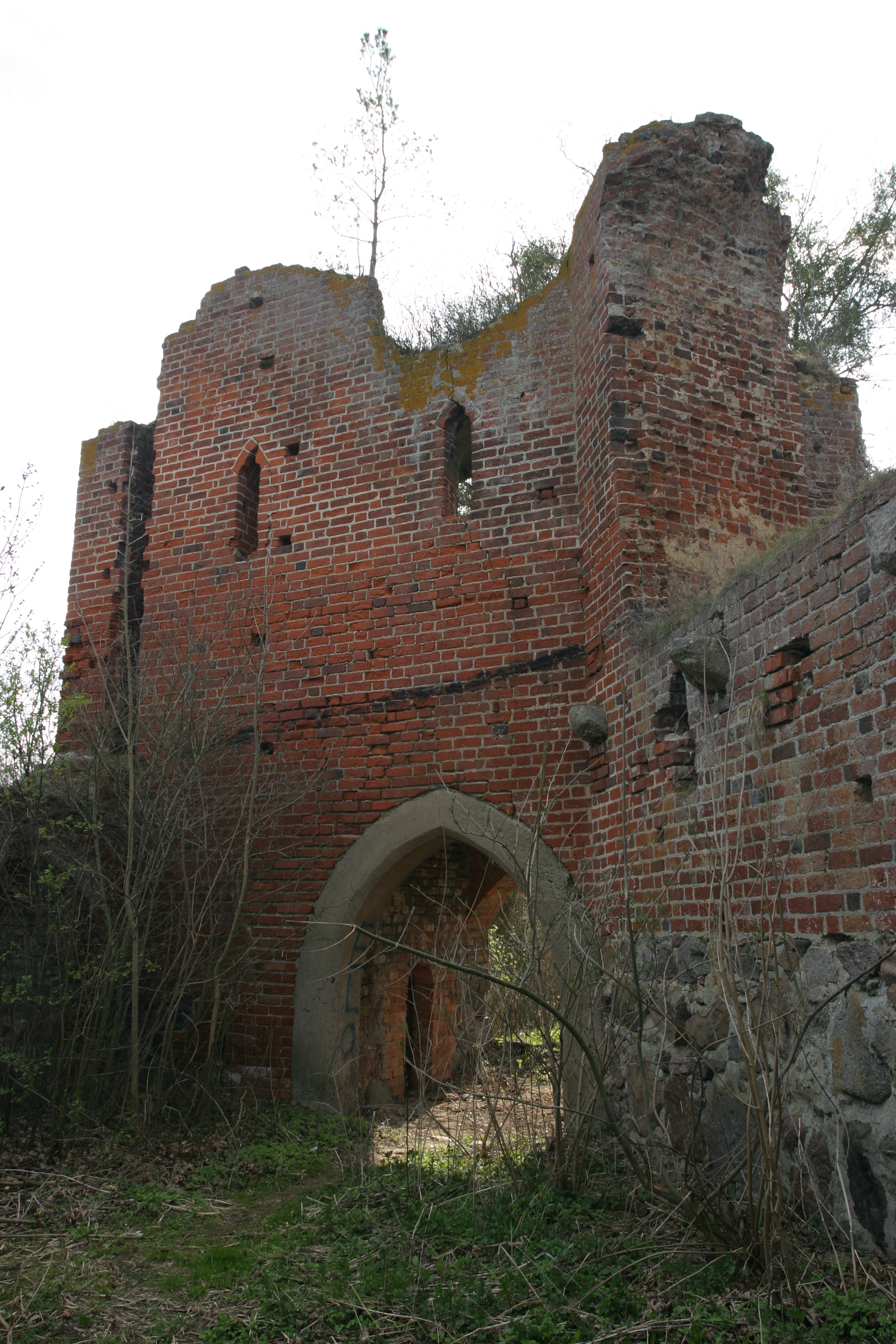
Ruine des Burgtors der Deutschordensburg Engelsburg.

Schwarzweiß-Wiedergabe des Banners der Komturei Engelsburg, das einen Engel mit braunen Haaren, im himmelsblauen Gewand, auf rotem Fahnentuch zeigte; der Fahnenschaft war am Tuch rot, sonst hellbraun.

Im Jahr 1222 beurkundet Konrad, Herzog in Masowien und Kujawien, dass er dem ersten Bischof von Preußen, Christian, für die Erlaubnis, welcher dieser den nach Preußen bestimmten Kreuzfahrern zum Wiederaufbau der Burg  Culmen (Kulm) erteilt, einen Teil des Kulmer Landes verliehen habe, darunter auch die ehemalige Burg Grudenz sowie das Dorf Copriven (Engelsburg, pol. Koprzywno). Der Deutsche Orden ließ hier um etwa 1236, gleich nach Anlegung der Stadt Thorn, die Festung Engelsburg errichten, eine der ältesten Ordensburgen. Die Engelsburg zählte zu den Ordenshäusern mittlerer Größe.
Von 1278 bis 1416 war Engelsburg Sitz einer Komturei und gehörte danach bis 1454 zum Amtsbezirk Roggenhausen.  Das im Feld mitgeführte Banner der Komturei Engelsburg zeigte auf rotem Fahnentuch einen Engel mit braunen Haaren, im himmelblauen Gewand, der Fahnenschaft am Tuch war rot, sonst hellbraun.  Nach dem Niedergang der Herrschaft des Deutschen Ordens kam Engelsburg im Februar 1454 unter polnische Oberhoheit. Engelsburg gehörte danach zum autonomen Preußen königlichen Anteils.
Im Rahmen der Ersten Teilung Polen-Litauens 1772, durch die unter Friedrich II. von Preußen westliche Teile Preußens mit dem östlichen Teil des Königreichs Preußen in dem Maße wiedervereinigt wurden, wie diese Teile zur Zeit des Deutschordensstaats Preußen miteinander verbunden gewesen waren,  kam die Region um  Graudenz mit dem Burgbezirk Engelsburg an das Königreich Preußen.  I789 wird Engelsburg als ein Königliches Dorf mit 22 Feuerstellen (Haushaltungen) bezeichnet, das zum Domänenamt Engelsburg gehört. Im Jahr 1803 wurden die Landwirte im Amtsbezirk Engelsburg von der Pflicht entbunden, Naturaldienste zu leisten.

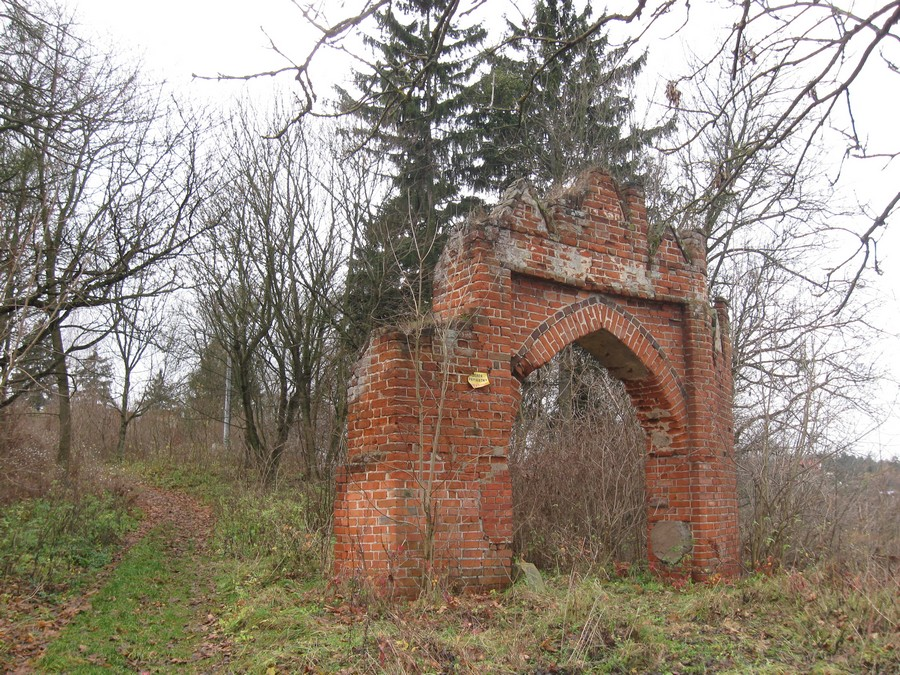
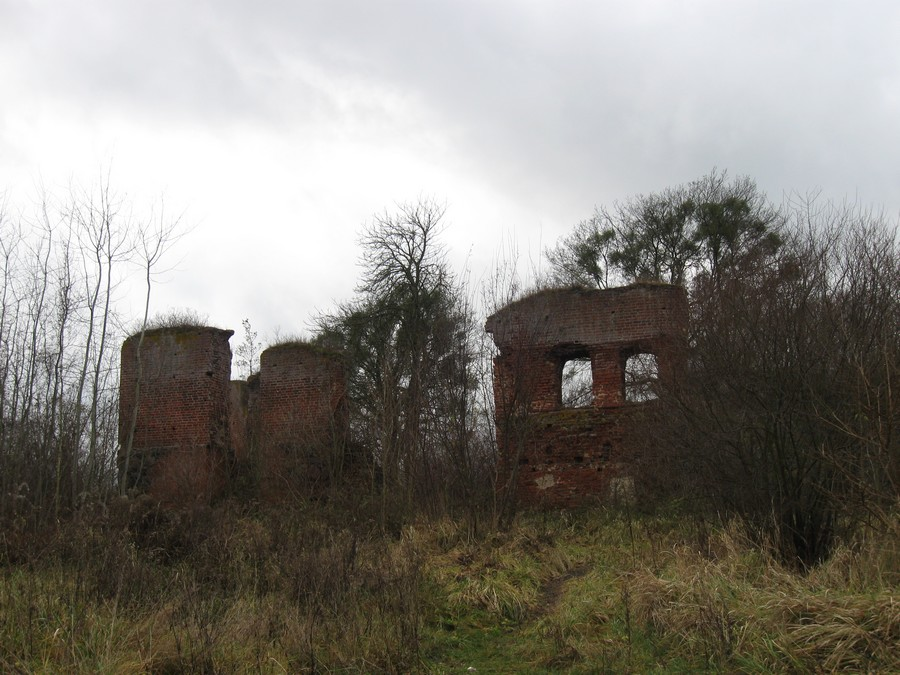
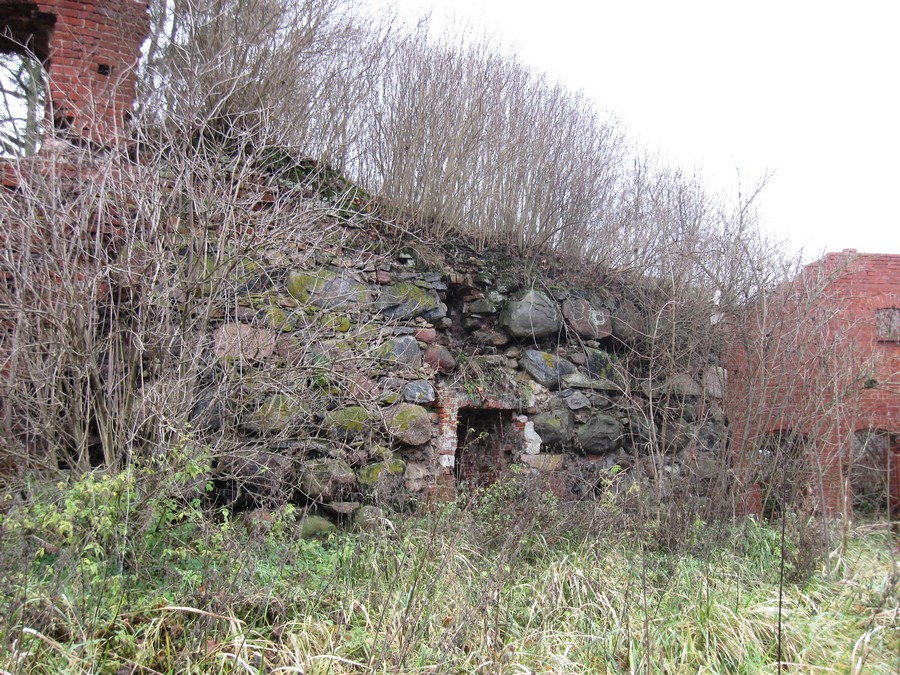
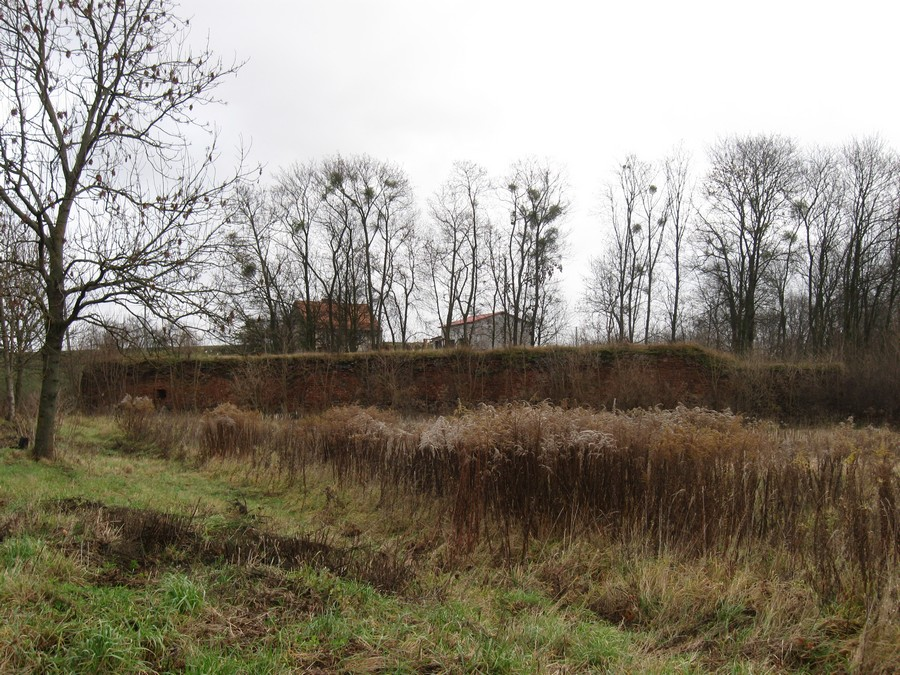
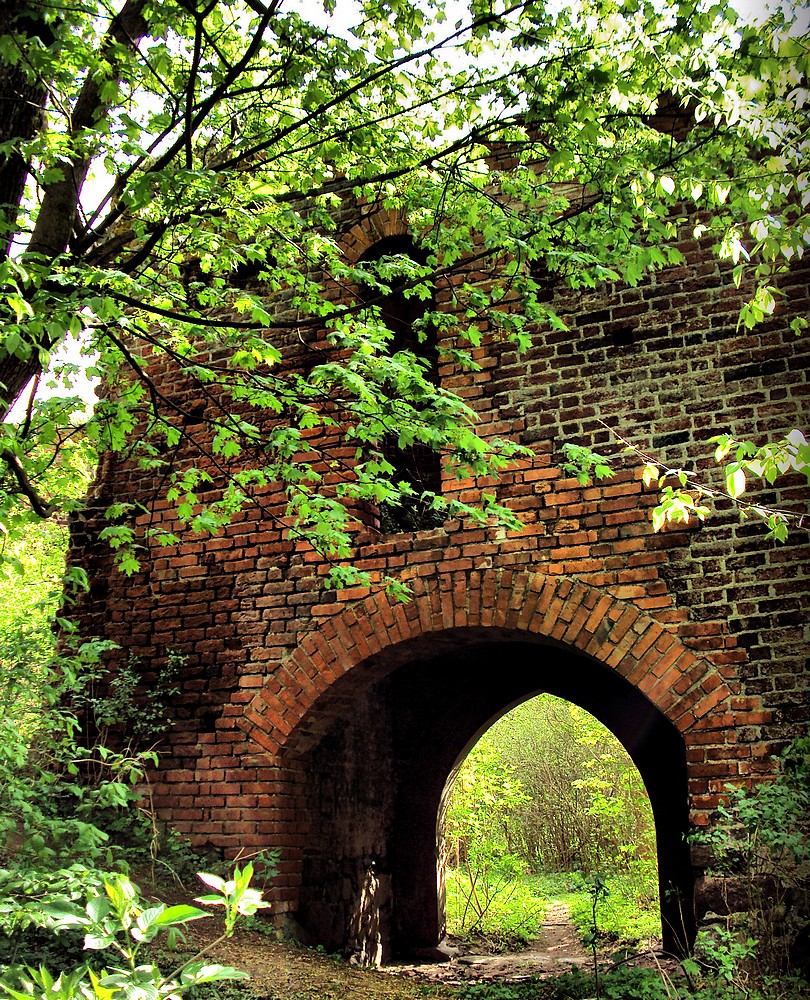

Von 1818 bis 1920 war Engelsburg ein Gutsbezirk im Landkreis Graudenz der Provinz Westpreußen des Deutschen Reichs.
Nach dem Ersten Weltkrieg musste Engelsburg aufgrund der Bestimmungen des Versailler Vertrags 1920 zur Einrichtung des Polnischen Korridors mit dem ganzen Landkreis Graudenz an Polen abgetreten werden. Durch den Überfall auf Polen im September 1939 kam der Landkreis wieder in das Reichsgebiet zurück und wurde nun dem Reichsgau Danzig-Westpreußen zugeordnet, zu dem Engelsburg bis 1945 gehörte.
Gegen Ende des Zweiten Weltkriegs besetzte im Frühjahr 1945 die Rote Armee die Region. Soweit deutsche Dorfbewohner nicht geflohen waren, wurden sie in der darauf folgenden Zeit vertrieben.

### Bevölkerungszahlen
| Jahr | Einwohner | Anmerkungen                              |
| ---- | --------- | ---------------------------------------- |
| 1852 | 173       | [ 10 ]                                   |
| 1864 | 217       | davon 51 Evangelische und 166 Katholiken |